# اچ‌ام‌اس الگین (جی۳۹)
اچ‌ام‌اس الگین (جی۳۹) (به انگلیسی: HMS Elgin (J39)) یک کشتی بود که طول آن ۲۳۱ فوت (۷۰ متر) بود. این کشتی در سال ۱۹۱۹ ساخته شد.